# Oreoneta arctica
Oreoneta arctica là một loài nhện trong họ Linyphiidae.
Loài này thuộc chi Oreoneta. Oreoneta arctica được Herman Theodor Holm miêu tả năm 1960.